# Ryssärivier
De Ryssärivier (Zweeds: Ryssäjoki) is een rivier die stroomt in de Zweedse  gemeente Kiruna. De rivier verzorgt de afwatering van het Ryssäjärvi. Ze stroomt naar het zuidwest en mondt uit in het Tulusjärvi. Samen met de Tulusrivier is ze ongeveer 11 kilometer lang.
Afwatering: Ryssärivier → Tulusrivier → Lainiorivier → Torne → Botnische Golf